# Ribbeck-Haus
Il Ribbeck-Haus (letteralmente in italiano "casa Ribbeck", dal nome del committente e primo proprietario) è un edificio del centro storico di Berlino, l'unico risalente all'epoca rinascimentale.
In considerazione della sua importanza storica e architettonica, è posto sotto tutela monumentale (Denkmalschutz).

## Storia
L'edificio venne costruito nel 1624 per Hans Georg von Ribbeck, consigliere di camera del principe elettore, unendo due edifici preesistenti.
Nel 1628 venne acquistato dalla duchessa Anna Sofia di Braunschweig-Luneburgo, che incaricò l'architetto Balthasar Benzelt di effettuare alcune modifiche, iniziate nel 1629 e compiute l'anno successivo. Alla morte della duchessa, nel 1659, il palazzo passò in eredità al Grande Elettore, che lo fece unire al complesso della cavallerizza di corte, sita immediatamente a nord.
A fine Settecento si installò nell'edificio la Corte dei conti prussiana. Poiché lo spazio risultava insufficiente, fu presa la decisione di sopraelevare la costruzione, aggiungendo ai due piani d'origine un terzo piano; per decisione reale, gli abbaini che concludevano superiormente la facciata vennero ricostruiti in forma leggermente modificata sopra la nuova gronda.
Nel 1866 le facciate, in origine semplicemente intonacate, vennero riccamente decorate; tali decorazioni vennero rimosse durante il restauro effettuato dopo la seconda guerra mondiale, ripristinando l'aspetto d'origine. Il restauro fu concluso nel 1965.
Nel marzo 1995 il parlamento tedesco decise di destinare il Ribbeck-Haus a sede della Biblioteca commemorativa americana di Berlino Ovest e della Biblioteca civica berlinese di Berlino Est, delle quali era in previsione la fusione. Da maggio 2011 l'edificio che già ospitava la Biblioteca comunale di Berlino, accoglie anche la Biblioteca del Senato di Berlino.

## Caratteristiche

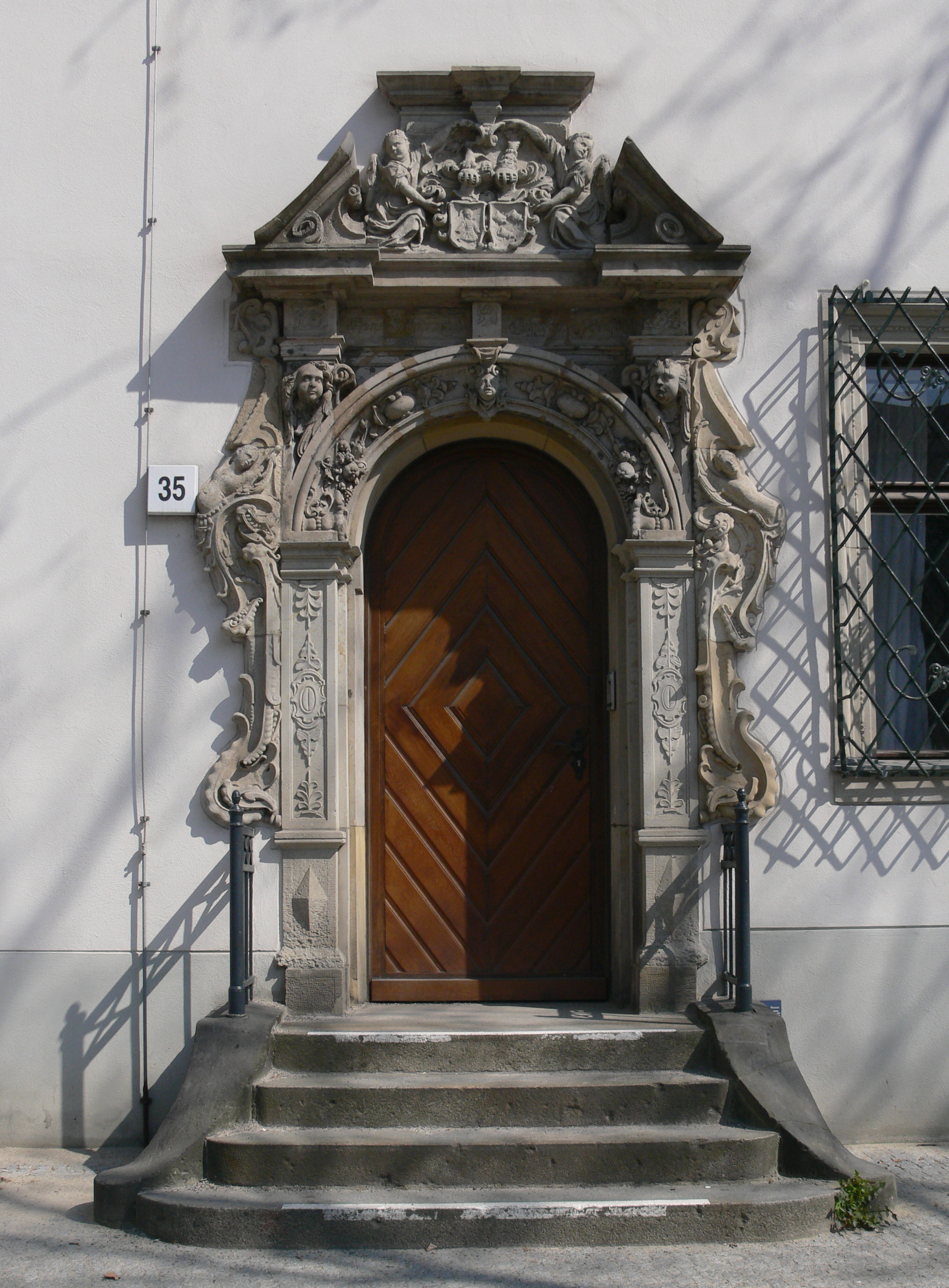
Il portale

L'edificio è posto sul lato orientale della Breite Straße, fra la vecchia cavallerizza (a nord) e la biblioteca civica (a sud).
Costituisce un esempio tipico delle residenze erette a partire dal Cinquecento per gli alti funzionari della corte prussiana, e uno dei primi esempi di casa con colmo del tetto parallelo e non perpendicolare al filo stradale. La facciata, larga 30 m, superava ampiamente le dimensioni delle case dell'epoca, di norma larghe fra i 10 e i 12 m.
L'edificio conta due piani oltre al terreno, ai quali va aggiunto un attico illuminato da quattro ampi abbaini; fra il primo e il secondo piano è ancora presente la gronda d'origine, conservata anche dopo il sopralzo.
La facciata è traforata da finestre rettangolari abbinate, con cornici in pietra naturale; le finestre del piano terreno sono protette da inferriate in ferro, risalenti alla seconda metà del Seicento.
Notevole il portale arcuato, riccamente ornato, che riporta la data di costruzione (1624) e lo stemma nobiliare del primo proprietario, Hans Georg von Ribbeck; il portale originale fu sostituito nel 1960 da una copia.
Gli interni furono molto modificati nell'Ottocento; dell'epoca di costruzione restano solo alcune volte prive di decorazione.